# Coalescència (meteorologia)

Il·lustració de la coalescència de dues gotes d'aigua en una de sola

La coalescència en meteorologia o física és el procés pel qual dues o més gotetes, bombolles o partícules es fusionen quan entren en contacte per a formar una única goteta, bombolla o partícula filla. Pot tenir lloc en molts processos que van des de la meteorologia a l'astrofísica. Per exemple, es pot veure en la formació de gotes de pluja com també en la formació de planetes i la formació d'estels.
En meteorologia el seu paper és crucial en la formació de la pluja. Com que les gotes es porten amunt i avall pels corrents dels núvols, xoquen i per coalescència formen gotetes més grosses. Quan les gotetes esdevenen massa grosses per sostenir-se en els corrents de l'aire, comencen a caure en forma de pluja. A més d'aquest procés el núvol pot ser sembrat amb gel de manera natural (de la part alta dels núvols o de cirrus) o de manera artificial.